# Simone Kroll
Pour les articles homonymes, voir Kroll.
Simone Kroll, née à Lyon en 1928 en France, est une potière, paysagiste, jardinière et coloriste belge.  

## Biographie
Après un baccalauréat elle entre aux Arts Décoratifs de Paris. Elle développe une volonté de réaliser des décors mais juge le milieu sexiste et décide de suivre un apprentissage de potière en Provence. Simone est passée par les Arts et Métiers de Paris. Potière, personnalité locale et politiquement active dans la préservation de son quartier, elle en devient facilitatrice du réseau intellectuel de Lyon. Ses apports de coloriste, jardinière et d’incroyable rassembleuse ont sans doute eu plus d’influence dans l’architecture de Lucien Kroll que ce que l’on croit. Simone a été mise en avant dans certaines expositions mais est sans doute encore sous-estimée. Elle rencontre Lucien Kroll en 1957, avec qui elle se marie et collabore dans des projets d'architectures, à l'atelier d'Architecture Simone & Lucien Kroll qu'ils fondent ensemble. 
Son travail est concentré sur la conception de jardins qui s'associent aux projets d'architecture menés avec Lucien Kroll. Le paysage et le travail avec la terre sont une priorité dans ses projets. L’Atelier d’Architecture Simone & Lucien Kroll lègue en héritage la création de la méthode participative. En 1993, elle déclare à propos du jardin de Chaumont-sur-Loire : « Après avoir sondé un peu les connaissances en plantes et légumes des enfants, nous sommes partis joyeusement vers le jardin (...) Nous avons dessiné, parlé, planté, donné des recettes auxquelles les mamans ont eu la gentillesse de participer. Ce qui est essentiel, c'est la véritable participation ».  
Les projets de la Mémé (Bruxelles, 1970-1972) et Les Vignes Blanches (Cergy-Pontoise, 1977-1989) mettent en pratique cette idée d'architecture et de jardins progressifs et locaux, vecteurs de liens et de sens. Son travail a une volonté d'être hétérogène, non conventionnel et d'une imagination sans frontière. Elle se charge sur les chantiers des plantations qui représentent un tiers de la superficie totale de tous les projets du bureau, mais aussi des couleurs et de l’animation des réunions avec les habitants. Dans son travail pour le Jardin Éco (Chaumont-sur-Loire, France, 1992) présenté au Festival international des Jardins, elle y intègre pour la première fois des légumes aux côtés de fleurs dans un paysage soigneusement planté par ses soins.   
En 2020 elle vit à Bruxelles dans un habitat groupé et auto-géré qu'ils ont fondé entre 1961 et 1964 où ils cultivent leur jardin.

## Quelques réalisations
- 1961-1965 : Complexe d'habitations à Auderghem
- 1970-1972 : La Mémé à Bruxelles
- 1977-1989 : Les vignes Blanches à Cergy-Pontoise
- 1992 : Jardin Éco à Chaumont-sur-Loire